# Rotomoulding

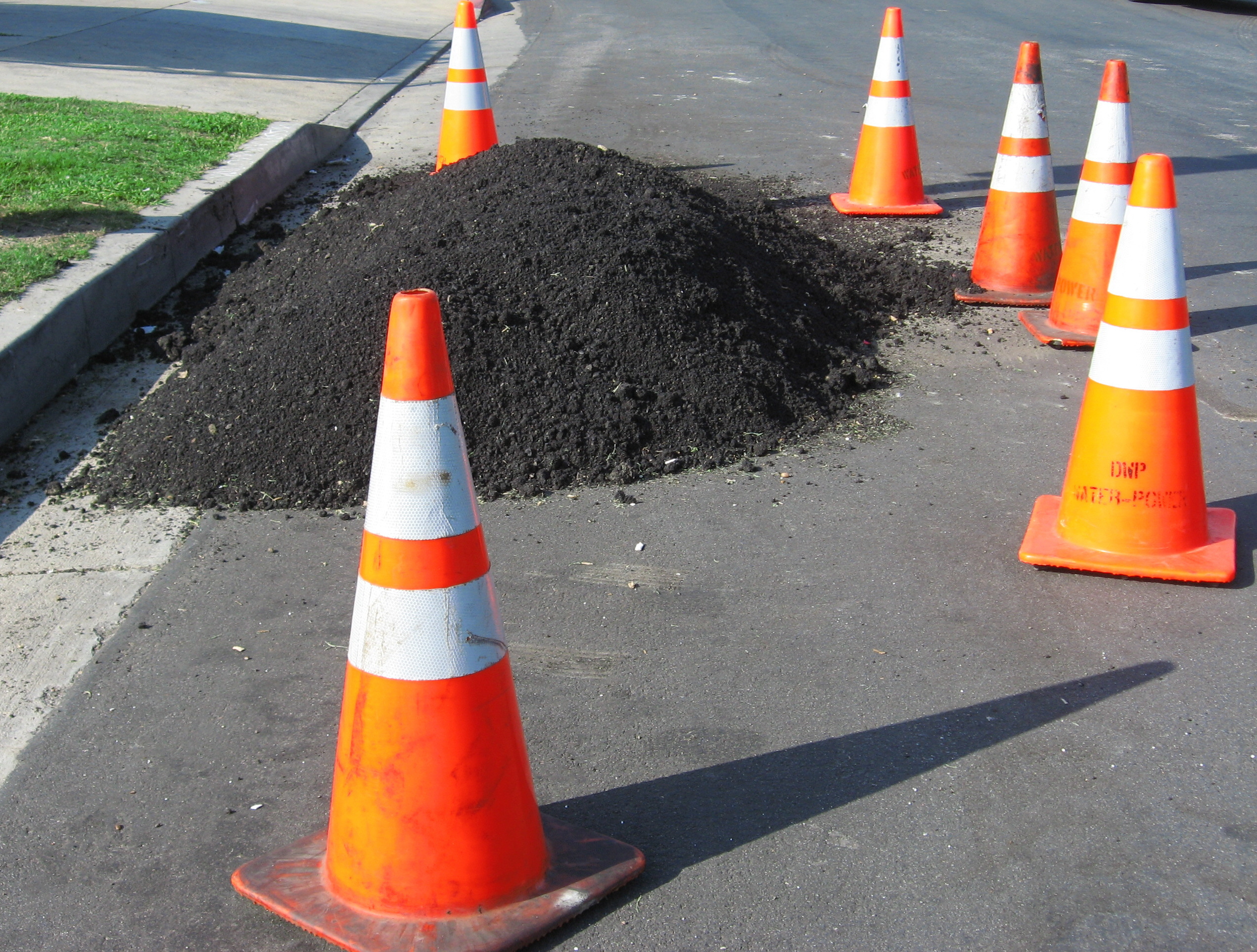
Příklad výrobku: výstražné kužely

Rotomoulding (rotační formování) je technologie výroby plastových dílů. Postup výroby je takový, že se do otevíratelné kovové formy nasype plastový prášek (nejčastěji polyethylen, polypropylen, polyamid nebo polyvinylchlorid), forma se pak v peci pomalu otáčí okolo dvou navzájem kolmých os, čímž se změkčený materiál rozptýlí a postupně nataví na horké stěny formy. Vytvoří tak vnitřní obtisk formy a generuje se pouze vnější povrch výrobku. Aby se vytvořila stejnoměrná tloušťka, forma se otáčí po celou dobu během fáze ohřevu a poté pokračuje v otáčení i během fáze chlazení, aby se zabránilo prohýbání nebo deformaci.
Forma s výrobkem se chladí proudem vzduchu, ev. i vodní mlhou nebo vodní sprchou, pak se forma otevře a hotový výrobek vyjme ven. Proces je relativně pomalý, ale protože cena forem je výrazně nižší než např. u vstřikování, lze snadno vyrábět i malé série výrobků. Tuto technologii lze též nalézt pod názvem rotomolding, rotační tváření plastů, rotoplastik, rotační natavování plastů, rotational molding.